# Alexis Renderos
Alexis Mauricio Montes Renderos (ur. 1 czerwca 1998 w La Paz) – salwadorski piłkarz występujący na pozycji lewego lub środkowego obrońcy, reprezentant Salwadoru, od 2021 roku zawodnik Alianzy.